# Primera División de Costa de Marfil
La Primera División de Costa de Marfil es la máxima categoría del fútbol marfileño y está gestionada por la Fédération Ivoirienne de Football.

## Historia
Fue creada en 1956, pasando a llamarse Superdivision durante el período 1960-2004. La siguiente temporada, el campeonato se denominó, por motivos de patrocinio, Ligue 1 Orange durante las temporadas 2004 a 2007. A partir de la temporada 2008, la liga fue nuevamente renombrada a MTN Ligue 1 hasta la temporada 2015/16.
El equipo más importante del país es el ASEC Mimosas con 27 títulos, seguido del Africa Sports d'Abidjan con 17. Además, el ASEC es el único equipo marfileño, junto con el Stade d'Abidjan, que ha ganado la Liga de Campeones de la CAF, ambos equipos en una sola ocasión.

## Formato
El equipo campeón obtiene la clasificación a la Liga de Campeones de la CAF y el derecho a disputar la Supercopa de Costa de Marfil (Coupe Houphouët-Boigny) ante el campeón de copa. Los dos últimos posicionados en la tabla descienden a la MTN Ligue 2, la segunda división marfileña.

## Participantes

### Temporada 2024-25

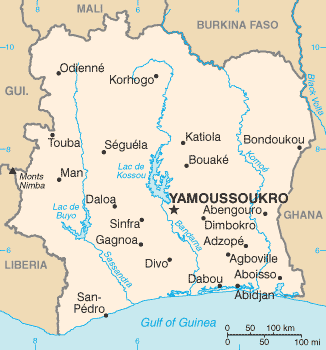
Costa de Marfil.

| Equipo           | Ciudad    | Estadio                           | Capacidad |
| ---------------- | --------- | --------------------------------- | --------- |
| AFAD Djékanou    | Abiyán    | Estadio Municipal de Abiyán       | 20 000    |
| Bouaké FC        | Bouaké    | Estadio Bouaké                    | 35 000    |
| AS Denguelé      | Odienné   | Estadio El-Hadj-Mamadou-Coulibaly | 3000      |
| CO Korhogo       | Korhogo   | Estadio Bouaké                    | 35 000    |
| Inova SCA        | Abiyán    |                                   |           |
| Lys Sassandra FC | Sassandra | Estadio Robert Champroux          | 10 000    |
| ASEC Mimosas     | Abiyán    | Estadio Houphouët-Boigny          | 50 000    |
| Mouna FC         | Abiyán    | Estadio Robert Champroux          | 10 000    |
| OS Abobo         | Abiyán    | Estadio Robert Champroux          | 10 000    |
| RC Abidjan       | Abiyán    | Estadio de Yamoussoukro           | 20 000    |
| FC San Pédro     | San Pedro | Estadio Auguste Denise            | 8000      |
| SO Armée         | Yamusukro | Estadio de Yamoussoukro           | 20 000    |
| SOL FC           | Abobo     | Estadio Robert Champroux          | 10 000    |
| Stade d'Abidjan  | Abiyán    | Estadio Robert Champroux          | 10 000    |
| Stella Club      | Abiyán    | Estadio Robert Champroux          | 10 000    |
| Zoman FC         | Abiyán    | Estadio Robert Champroux          | 10 000    |

## Palmarés
| Temporada | Campeón                       | Subcampeón                    |
| --------- | ----------------------------- | ----------------------------- |
| 1960      | Onze Frères de Bassam         |                               |
| 1961      | Onze Frères de Bassam         |                               |
| 1962      | Stade d'Abidjan               |                               |
| 1963      | ASEC Mimosas                  |                               |
| 1964      | Stade d'Abidjan               |                               |
| 1965      | Stade d'Abidjan               | USFRAN de Bouaké              |
| 1966      | Stade d'Abidjan               |                               |
| 1967      | Africa Sports d'Abidjan       |                               |
| 1968      | Africa Sports d'Abidjan       |                               |
| 1969      | Stade d'Abidjan               |                               |
| 1970      | ASEC Mimosas                  |                               |
| 1971      | Africa Sports d'Abidjan       |                               |
| 1972      | ASEC Mimosas                  |                               |
| 1973      | ASEC Mimosas                  |                               |
| 1974      | ASEC Mimosas                  |                               |
| 1975      | ASEC Mimosas                  |                               |
| 1976      | Sporting Club de Gagnoa       | ASC Bouaké                    |
| 1977      | Africa Sports d'Abidjan       |                               |
| 1978      | Africa Sports d'Abidjan       |                               |
| 1979      | Stella Club d'Adjamé          |                               |
| 1980      | ASEC Mimosas                  |                               |
| 1981      | Stella Club d'Adjamé          | USC de Bassam                 |
| 1982      | Africa Sports d'Abidjan       |                               |
| 1983      | Africa Sports d'Abidjan       |                               |
| 1984      | Stella Club d'Adjamé          | Stade d'Abidjan               |
| 1985      | Africa Sports d'Abidjan       |                               |
| 1986      | Africa Sports d'Abidjan       |                               |
| 1987      | Africa Sports d'Abidjan       |                               |
| 1988      | Africa Sports d'Abidjan       |                               |
| 1989      | Africa Sports d'Abidjan       |                               |
| 1990      | ASEC Mimosas                  |                               |
| 1991      | ASEC Mimosas                  | Africa Sports d'Abidjan       |
| 1992      | ASEC Mimosas                  | ---                           |
| 1993      | ASEC Mimosas                  | Africa Sports d'Abidjan       |
| 1994      | ASEC Mimosas                  | Africa Sports d'Abidjan       |
| 1995      | ASEC Mimosas                  | Société Omnisports de l'Armée |
| 1996      | Africa Sports d'Abidjan       | ---                           |
| 1997      | ASEC Mimosas                  | Société Omnisports de l'Armée |
| 1998      | ASEC Mimosas                  | Man FC                        |
| 1999      | Africa Sports d'Abidjan       | ASEC Mimosas                  |
| 2000      | ASEC Mimosas                  | Sabé Sports de Bouna          |
| 2001      | ASEC Mimosas                  | Satellite FC                  |
| 2002      | ASEC Mimosas                  | Jeunesse Abidjan              |
| 2003      | ASEC Mimosas                  | Africa Sports d'Abidjan       |
| 2004      | ASEC Mimosas                  | Africa Sports d'Abidjan       |
| 2005      | ASEC Mimosas                  | Africa Sports d'Abidjan       |
| 2006      | ASEC Mimosas                  | Séwé Sports de San Pedro      |
| 2007      | Africa Sports d'Abidjan       | ASEC Mimosas                  |
| 2008      | Africa Sports d'Abidjan       | ASEC Mimosas                  |
| 2009      | ASEC Mimosas                  | Africa Sports d'Abidjan       |
| 2010      | ASEC Mimosas                  | Jeunesse Club d'Abidjan       |
| 2011      | Africa Sports d'Abidjan       | AFAD Djékanou                 |
| 2012      | Séwé FC                       | AFAD Djékanou                 |
| 2012–13   | Séwé FC                       | ASEC Abidjan                  |
| 2013–14   | Séwé FC                       | Sporting Club de Gagnoa       |
| 2014–15   | AS Tanda                      | ASEC Mimosas                  |
| 2015–16   | AS Tanda                      | Sporting Club de Gagnoa       |
| 2016–17   | ASEC Mimosas                  | Williamsville AC              |
| 2017–18   | ASEC Mimosas                  | Sporting Club de Gagnoa       |
| 2018–19   | Société Omnisports de l'Armée | FC San Pédro                  |
| 2019–20   | Racing Club Abidjan           | FC San Pédro                  |
| 2020–21   | ASEC Mimosas                  | FC San Pédro                  |
| 2021–22   | ASEC Mimosas                  | Sporting Club de Gagnoa       |
| 2022–23   | ASEC Mimosas                  | Société Omnisports de l'Armée |
| 2023–24   | FC San Pédro                  | Stade d'Abidjan               |
| 2024–25   | Stade d'Abidjan               | ASEC Mimosas                  |

## Títulos por club
| Club                          | Campeón | Años campeón |
| ----------------------------- | ------- | --- |
| ASEC Mimosas                  | 29      | 1963, 1970, 1972, 1973, 1974, 1975, 1980, 1990, 1991, 1992, 1993, 1994, 1995, 1997, 1998, 2000, 2001, 2002, 2003, 2004, 2005, 2006, 2009, 2010, 2017, 2018, 2021, 2022, 2023 |
| Africa Sports d'Abidjan       | 17      | 1967, 1968, 1971, 1977, 1978, 1982, 1983, 1985, 1986, 1987, 1988, 1989, 1996, 1999, 2007, 2008, 2011                                                                         |
| Stade d'Abidjan               | 6       | 1962, 1964, 1965, 1966, 1969, 2025 |
| Stella Club d'Adjamé          | 3       | 1979, 1981, 1984 |
| Séwé FC                       | 3       | 2012, 2013, 2014 |
| AS Tanda                      | 2       | 2015, 2016 |
| Onze Frères de Bassam         | 2       | 1960, 1961 |
| SC Gagnoa                     | 1       | 1976 |
| Société Omnisports de l'Armée | 1       | 2019 |
| Racing Club Abidjan           | 1       | 2020 |
| FC San Pédro                  | 1       | 2024 |

## Máximos goleadores
| Temporada | Máximo goleador                  | Club                             | Goles |
| --------- | -------------------------------- | -------------------------------- | ----- |
| 1992      | Abdoulaye Traoré                 | ASEC Mimosas                     | 11    |
| 1993      | Amara Ahmed Ouattara             | Africa Sports d'Abidjan          | 13    |
| 1994      | Abdoulaye Traoré                 | ASEC Mimosas                     | 9     |
| 1995      | John Zaki                        | ASEC Mimosas                     | 9     |
| 1996      | Ibé Johnson                      | Africa Sports d'Abidjan          | 15    |
| 1997      | Tchiressoua Guel                 | ASEC Mimosas                     | 10    |
| 1998      | Elo Lokpo                        | Société Omnisports de l'Armée    | 12    |
| 1999      | Aruna Dindane                    | ASEC Mimosas                     | 13    |
| 2000      | Habib Tiéhi                      | Stade d'Abidjan                  | 10    |
| 2001      | Jean-Marc Benie                  | Stella Club d'Adjamé             | 20    |
| 2002      | Antonin Koutouan                 | ASEC Mimosas                     | 10    |
| 2004      | Diaby Abdramane                  | Sabé Sports de Bouna             | 13    |
| 2005      | Seydou Doumbia                   | AS Denguelé                      | 15    |
| 2006      | Didier Konan Ya                  | ASEC Mimosas                     | 9     |
| 2007      | Serge Harman Lebri Ouraga        | Entente Sportive de Bingerville  | 16    |
| 2008      | Zoro Cyriac Gohi Bi              | ASEC Mimosas                     | 21    |
| 2010      | Adama Bakayoko                   | Sabé Sports de Bouna             | 15    |
| 2011      | Koelly Kévin Zougoula            | Séwé FC                          | 11    |
| 2012–13   | Koelly Kévin Zougoula            | Séwé FC                          | 13    |
| 2013–14   | Koffi Davy Mahinde Boua          | ASEC Mimosas                     | 13    |
| 2014–15   | Vakoun Issouf Bayo               | Stade d'Abidjan                  | 13    |
| 2015–16   | Kisito Wilfried Yessoh N'Guessan | AS Denguélé                      | 17    |
| 2016–17   | Aristide Bancé                   | ASEC Mimosas                     | 13    |
| 2017–18   | William Togui                    | SC Gagnoa                        | 23    |
| 2018–19   | Sidiki Mohamed Sylla             | SC Gagnoa                        | 13    |
| 2019–20   | Aboubacar Doumbia                | Société Omnisports de l'Armée    | 10    |
| 2020–21   | Seydou Traoré                    | Racing Club Abidjan              | 8     |
| 2021–22   | Karim Konaté                     | ASEC Mimosas                     | 16    |
| 2022–23   | Diby Beranger                    | FC San Pédro                     | 14    |
| 2023–24   | Abdoulaye Kanté Stéphane Bedi    | Racing Club Abidjan FC San Pédro | 15    |